# Brockum
Brockum is een gemeente in de Duitse deelstaat Nedersaksen. De gemeente maakt deel uit van de Samtgemeinde Altes Amt Lemförde in het Landkreis Diepholz. Brockum telt 1.056 inwoners.
Brockum bestaat al sinds 969. De jaarmarkt van het dorp heeft een traditie, die ten minste tot het jaar 1558 teruggaat. Brockum werd in 1822 geheel door brand verwoest, maar mede dankzij gulle giften vanuit de omgeving spoedig weer opgebouwd.
- Gemeinsame Normdatei: 4814199-9
- Virtual International Authority File: 235696931
- WorldCat: E39PBJpDVFjVHQbqMryqVMyjmd